# Клюшников, Павел Трифонович
Павел Трифонович Клюшников (17 августа 1900, с. Георгиевка, Бузулукский уезд, Самарская губерния — 28 октября 1965, Хвалынск, Саратовская область) — советский военачальник, полковник (1943).

## Начальная биография
Павел Трифонович Клюшников родился 17 августа 1900 года в селе Георгиевка ныне Кинельского района Самарской области России.

## Военная служба

### Гражданская война
12 мая 1918 года призван в ряды РККА и направлен в 26-й стрелковый полк, а в январе 1919 года переведён на учёбу на Иваново-Вознесенские пехотные курсы, в составе которых с 16 мая принимал участие в боевых действиях на Северо-Западном фронте в районе Ямбурга, где 29 мая П. Т. Клюшников был ранен, после чего лечился в госпитале. После выздоровления вернулся на Иваново-Вознесенские пехотные курсы с целью продолжения учёбы, после окончания которых в феврале 1920 года направлен в распоряжение штаба Туркестанского фронта в Самаре, где назначен в летучий отряд по ликвидации бандитизма на территории Закаспийской области, а в апреле — на должность командира взвода в составе 2-го пограничного полка в Кушке. В ноябре был контужен, после чего лечился в госпитале.

### Межвоенное время
В феврале 1921 года направлен на учёбу в Киевскую высшую военную кавалерийскую школу имени Главкома С. С. Каменева, после окончания которой с июля 1922 года служил на должностях командира взвода и сотни в составе 12-го казачьего полка (2-я кавалерийская дивизия, 1-й конный корпус, Киевский военный округ), дислоцированного в Шепетовке. В ноябре 1922 года назначен командиром кавалерийского дивизиона, а в августе 1923 года — заместителем командира 8-го червонно-казачьего кавалерийского полка.
12 мая 1926 года П. Т. Клюшников был уволен в запас по болезни, после чего работал начальником конного резерва в уездной кинешемской милиции и начальником милиции в сёлах Батманы и Есиплево. В 1929 году избран председателем общества потребителей в с. Есиплево, затем работал на заводе имени М. В. Фрунзе в Кинешме председателем завкома, заведующим торговым отделом и директором ОРС на химзаводе, а с 1934 года — председателем Осоавиахима на анилиновом заводе и председателем заводского рабочего комитета на Долматовской фабрике.
12 мая 1935 года повторно призван в ряды РККА и направлен на учёбу на курсы при Тамбовской кавалерийской школе, после окончания которых в октябре назначен на должность командира конного взвода в составе 55-го стрелкового полка (19-я стрелковая дивизия, Московский военный округ), дислоцированного в Воронеже, в мае 1936 года — на должность командира отдельного эскадрона в составе этой же дивизии, а с августа 1937 года служил командиром роты и батальона в 55-м стрелковом полку.
В 1939 году окончил кавалерийские курсы усовершенствования командного состава РККА в Новочеркасске, после чего направлен в 147-й запасной горнокавалерийский полк (Среднеазиатский военный округ), дислоцированный в Алма-Ате, где 5 ноября назначен на должность командира эскадрона, в мае 1940 года — на должность помощника начальника штаба этого же полка. Вскоре был переведён на должность начальника школы младшего комсостава в составе 616-го стрелкового полка (194-я горнострелковая дивизия), а в мае 1941 года назначен на должность заместителя командира этого же полка.

### Великая Отечественная война
С началом войны майор П. Т. Клюшников назначен на должность заместителя командира по снабжению 470-го стрелкового полка в составе 194-й горнострелковой дивизии, которая к 15 июля 1941 года была передислоцирована на запад, включена в состав 24-ю армию (Резервный фронт) и заняла оборону на тыловом рубеже по реке Днепр в районе Вязьмы, а в августе была передана 49-й армии и преобразована в 194-ю стрелковую. В октябре дивизия принимала участие в Вяземской оборонительной операции, в ходе которой попала в окружение, но к 17 октября вышла к своим. В том же месяце П. Т. Клюшников назначен на должность командира 470-го стрелкового полка в составе той же дивизии и вскоре принимал участие в ходе Можайско-Малоярославецкой, Тульской оборонительных и Тульской и Калужской наступательных операций. 1 января 1942 года в районе Калуги майор П. Т. Клюшников был ранен, после чего лечился в госпитале.
После выздоровления в феврале назначен на должность заместителя начальника курсов младших лейтенантов Западного фронта, а 4 августа 1942 года — на должность заместителя командира 60-й отдельной стрелковой бригады, которая вскоре была передислоцирована за Закавказский фронт, где включена в состав 9-й армии Северной группы войск и затем принимала участие в ходе Моздок-Малгобекской и Нальчикско-Орджоникидзевской наступательных операций и наступательных боевых действий в районе Новороссийска в направлении станицы Крымская.
В апреле 1943 года подполковник П. Т. Клюшников назначен на должность командира 165-й отдельной стрелковой бригады. В июне того же года на хуторе Кленовый (Россошанский район, Воронежская область) на базе 165-й и 51-й стрелковых бригад была сформирована 218-я стрелковая дивизия, а полковник П. Т. Клюшников назначен командиром этой же дивизии, которая вскоре вела боевые действия в районе Боромля (в 40 километрах южнее города Сумы) и затем — в ходе Белгородско-Харьковской наступательной операции, во время которой в районе ст. Олешня (Тростянецкий район, Сумская область) П. Т. Клюшников был тяжело ранен, после чего лечился в госпитале.
После выздоровления 25 декабря 1943 года направлен на учёбу на ускоренный курс при Высшей военной академии имени К. Е. Ворошилова, после окончания которого в июле 1944 года направлен на Карельский фронт, где 26 сентября назначен на должность командира 69-й морской стрелковой бригады, которая вела боевые действия в ходе Петсамо-Киркенесской наступательной операции. С 15 октября по 18 ноября 1944 года полковник П. Т. Клюшников находился на лечении по болезни в госпиталях Мурманска и Кандалакши, а затем — в отпуске в Ташкенте.
В феврале 1945 года назначен на должность заместителя командира 50-й запасной стрелковой дивизии, дислоцированной в Вильнюсе.

### Послевоенная карьера
После окончания войны находился на прежней должности.
После расформирования дивизии полковник Павел Трифонович Клюшников с 18 октября 1945 года состоял в распоряжении Военного совета Прибалтийского военного округа и 23 мая 1946 года вышел в запас.
Умер 28 октября 1965 года в Хвалынске Саратовской области.

## Награды
- Орден Отечественной войны 1 степени (19.04.1943);
- Два ордена Красной Звезды (22.01.1942, 03.11.1944);
- Медали.